# Eucalyptus goniocalyx
Eucalyptus goniocalyx là một loài thực vật có hoa trong Họ Đào kim nương. Loài này được F.Muell. ex Miq. mô tả khoa học đầu tiên năm 1856.

## Hình ảnh

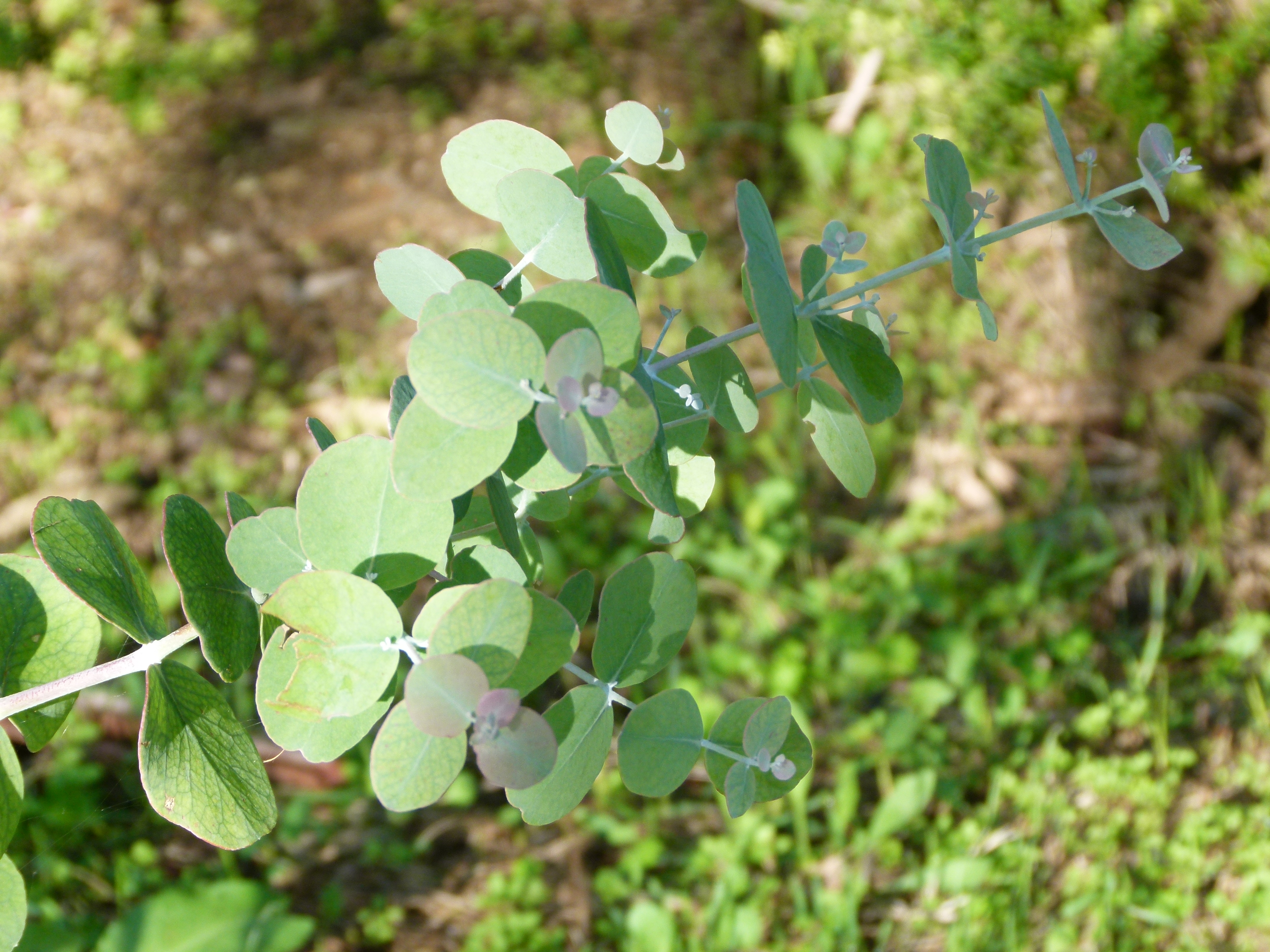
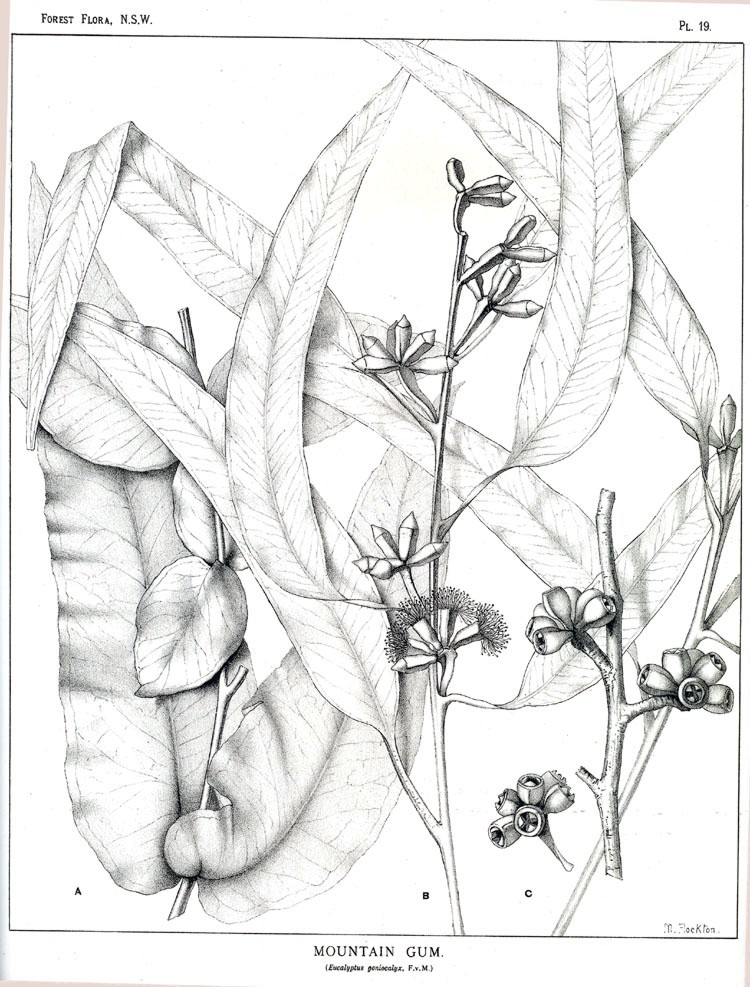